# Literacia digital

A literacia digital ou alfabetização digital, também conhecida por capacitação digital (ou competência digital), é um termo extensivo das áreas da Informática e Ciência da Computação que designa a capacidade de um indivíduo encontrar, avaliar e comunicar informação utilizando a datilografia (digitação) ou plataformas de media digitais (mídia digitais). É uma combinação de competências técnicas e cognitivas na utilização das Tecnologias de Informação e Comunicação para criar, avaliar e partilhar informação.

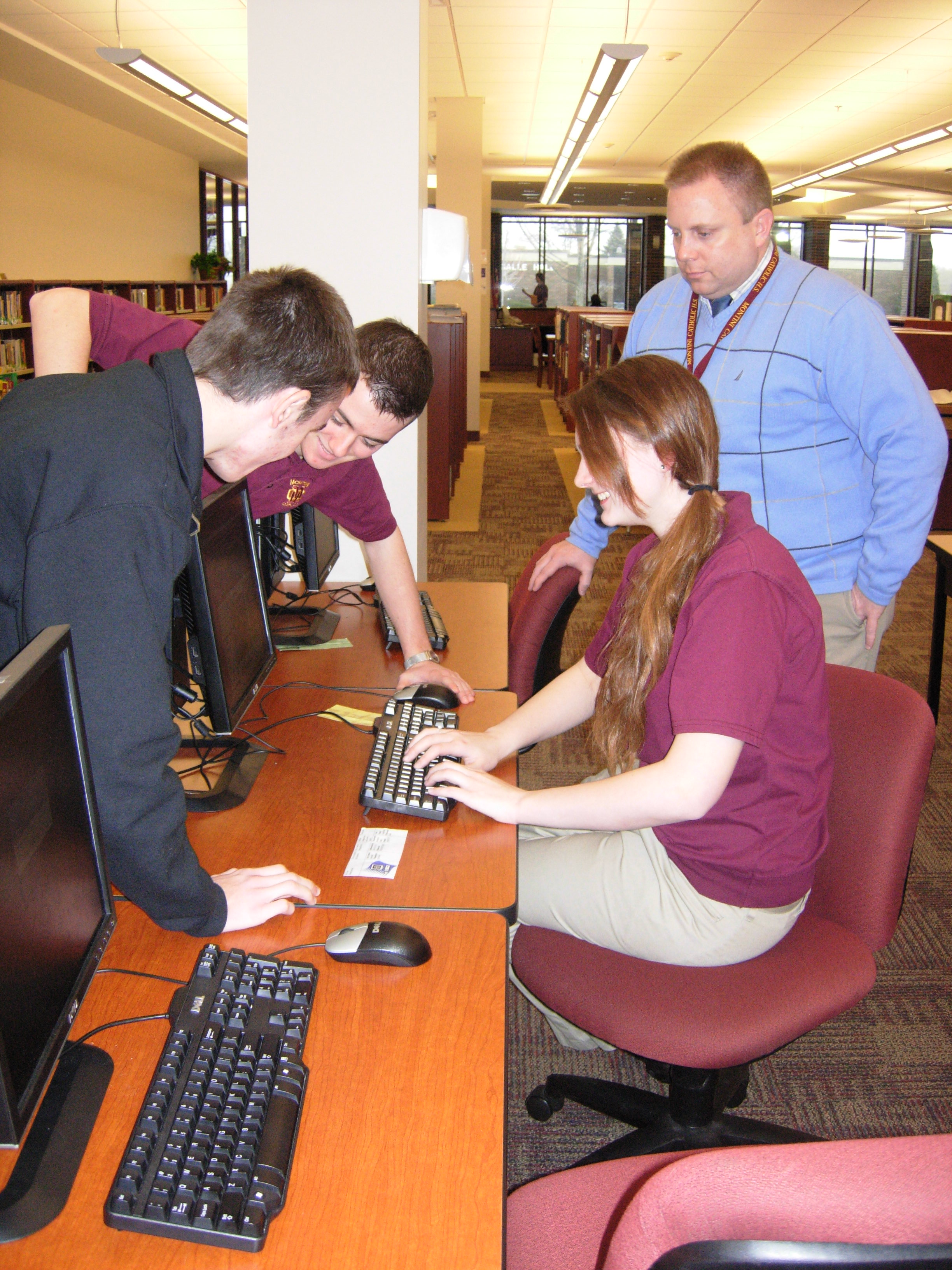
Um professor de Informática e os seus estudantes num Laboratório de Informática.

Pese embora a literacia digital se tenha centrado inicialmente nas competências digitais e nos computadores autónomos, o advento da Internet e da utilização das redes sociais deslocou parte do seu foco para os dispositivos móveis. Semelhante a outras definições de literacia em evolução que reconhecem as formas culturais e históricas de criar significado, a literacia digital não substitui os métodos tradicionais de interpretação da informação, mas amplia as competências fundamentais destas literacias tradicionais. A literacia digital deve ser considerada uma parte do caminho para a aquisição de conhecimentos.

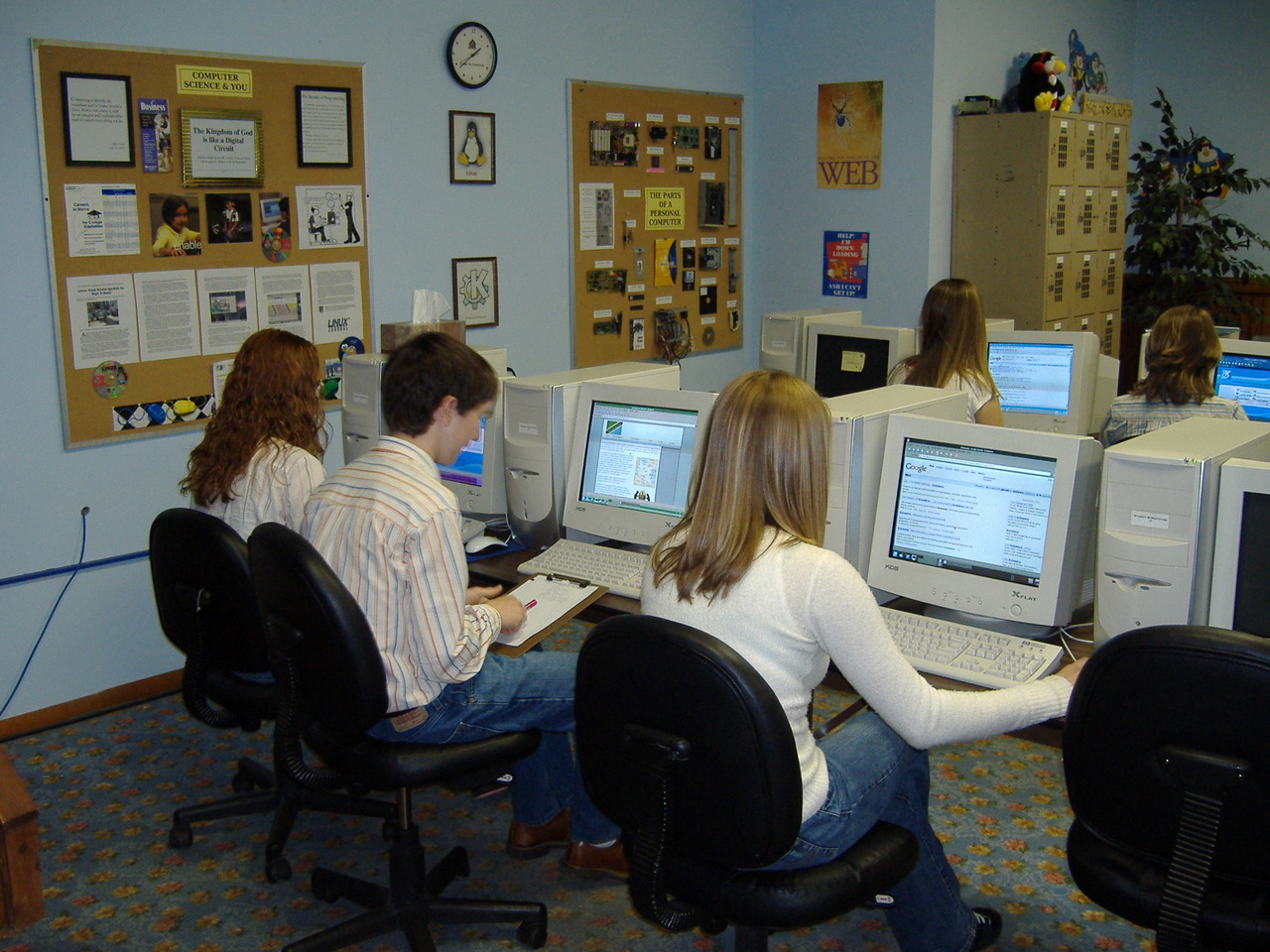
Estudantes a trabalharem em tarefas de aula de Informática para entregar em computadores a correrem o Gentoo Linux num Laboratório de Informática.

## História
A investigação sobre literacia digital seguiu o caminho da literacia informacional. Este baseia-se nas tradições de literacia informacional e na investigação sobre a literacia mediática (literacia midiática), que se baseiam em tradições sociocognitivas, bem como na investigação sobre a composição multimodal, que se baseia em metodologias antropológicas. A literacia digital baseia-se no papel crescente da investigação em ciências sociais no campo da literacia, bem como em conceitos de literacia visual, literacia informática e computacional e literacia informacional. O conceito evoluiu ao longo do século XX e no século XXI, de uma definição técnica de aptidões e competências para uma compreensão mais ampla da interação com as tecnologias digitais.
A literacia digital é frequentemente discutida no contexto da sua precursora, a literacia mediática (literacia midiática). A educação para a literacia mediática começou no Reino Unido e nos Estados Unidos devido à propaganda de guerra na década de 1930 e ao aumento da publicidade na década de 1960, respetivamente. As mensagens manipulativas e o aumento de diversas formas de media preocuparam ainda mais os educadores. Os educadores começaram a promover a educação para a literacia mediática para ensinar os indivíduos a julgar e avaliar as mensagens mediáticas que recebiam. A capacidade de criticar o conteúdo digital e mediático permite que os indivíduos identifiquem preconceitos e avaliem as mensagens de forma independente.
Historicamente, a literacia digital centrou-se na avaliação da fonte. A literacia digital e mediática inclui a capacidade de examinar e compreender o significado das mensagens, avaliar a credibilidade e avaliar a qualidade de uma obra digital.

Com o aumento da partilha de ficheiros em serviços como o Napster, um elemento ético começou a ser incluído nas definições de literacia digital. As estruturas para a literacia digital começaram a incluir metas e objetivos, como tornar-se um membro socialmente responsável da sua comunidade, divulgar a sensibilização e ajudar outras pessoas a encontrar soluções digitais em casa, no trabalho ou numa plataforma nacional.

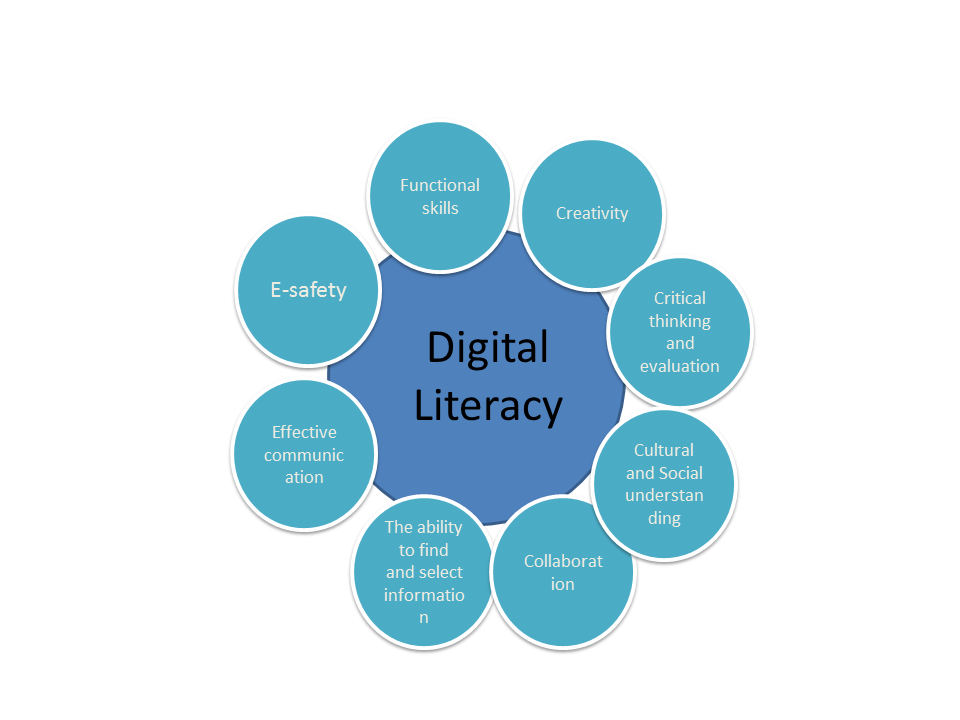
Princípios da literacia digital: segurança digital (e-safety), competências funcionais (functional skills), desenvolver a criatividade, o pensamento crítico, o conhecimento cultural e social, a capacidade de colaborar, a capacidade de procurar e selecionar informação, e a comunicação eficaz.

A literacia digital pode também incluir a produção de textos multimodais. Esta definição refere-se mais à leitura e escrita num dispositivo digital, mas inclui o uso de quaisquer modos em vários meios que enfatizem o significado Semiótico para além dos grafemas. Envolve também o conhecimento da produção de outras forças mediáticas, como a gravação e o carregamento de vídeo.
No geral, a literacia digital partilha muitos princípios definidores com outros campos que utilizam modificadores antes da literacia para definir modos de ser e conhecimentos ou competências específicos de um domínio. O termo tem crescido em popularidade na educação e nos ambientes de ensino superior e é utilizado em normas internacionais e nacionais.

## Conceitos académicos e pedagógicos
A pedagogia da literacia digital começou a mover-se através das disciplinas. No meio académico e científico, a literacia digital faz parte da área disciplinar da Informática, juntamente com a Ciência da Computação e a Tecnologia da Informação (TI), enquanto alguns estudiosos da literacia defenderam a expansão do enquadramento para além destas Tecnologias de Informação e Comunicação (TIC) e para a literacia em geral.

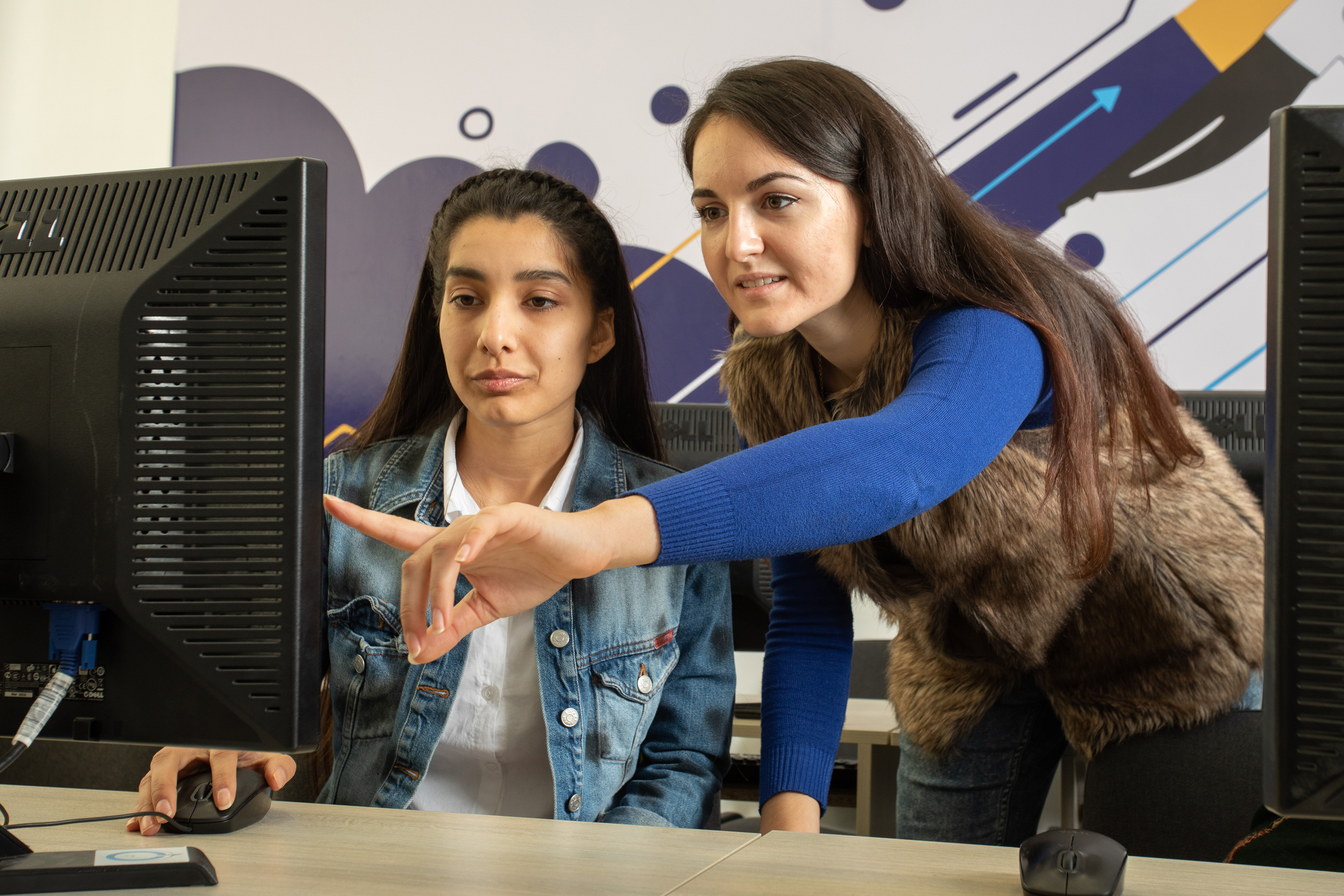
Uma professora de Informática a ensinar uma estudante a resolver um exercício sobre como rotular os dados de imagem para os modelos de Visão Computacional

Dadas as diversas implicações que a literacia digital tem nos estudantes e educadores, a pedagogia respondeu enfatizando quatro modelos específicos de envolvimento com os meios digitais. Estes quatro modelos são a participação de texto, a quebra de código, a análise de texto e a utilização de texto. Estes métodos apresentam aos estudantes (e a outros aprendentes) a capacidade de se envolverem plenamente com os media (mídia)), mas também melhoram a forma como o indivíduo se pode relacionar com o texto digital e com as suas experiências vividas.

### Competências do século XXI
A literacia digital requer determinados conjuntos de competências de natureza interdisciplinar. Warschauer e Matuchniak (2010) enumeram três conjuntos de competências, ou competências do século XXI, que os indivíduos precisam de dominar para serem digitalmente literatos: informação, meios de comunicação e tecnologia; competências de aprendizagem e inovação; e competências para a vida e a carreira. Aviram et al. afirmam que, para ser competente em competências para a vida e para a carreira, é também necessário ser capaz de exercer flexibilidade e adaptabilidade, iniciativa e autodireção, competências sociais e interculturais, produtividade e responsabilidade, liderança e responsabilidade. A literacia digital é composta por diferentes literacias, pelo que não há necessidade de procurar semelhanças e diferenças. Algumas dessas literacias são a literacia mediática e a literacia informacional.
Aviram e Eshet-Alkalai afirmam que cinco tipos de literacia estão incluídos no termo genérico que é a literacia digital:

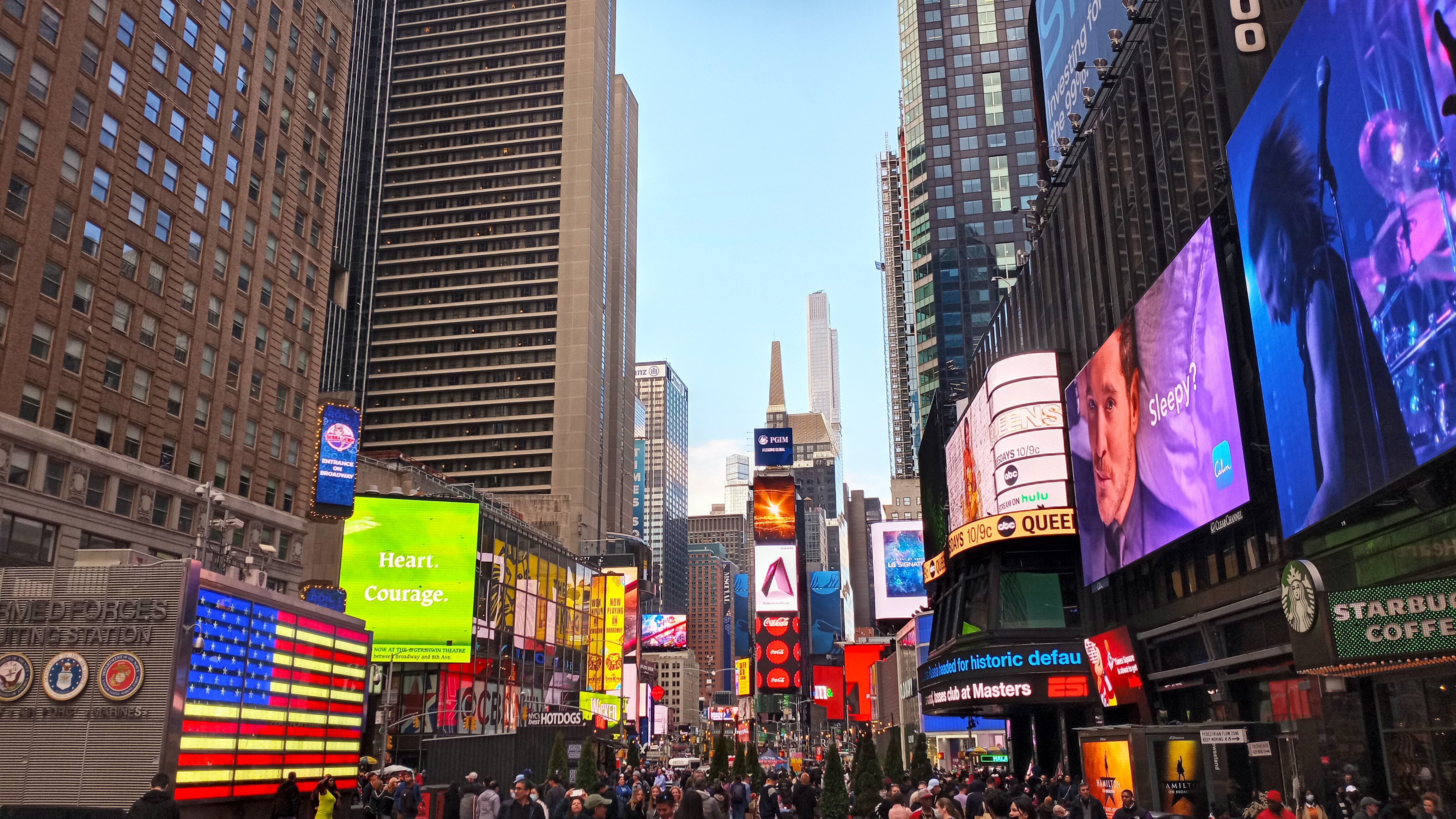
As competências de literacia fotovisual podem ser postas em prática através da análise dos elementos visuais das imagens e dos outdoors, compreender o contexto em que são apresentados, avaliar a sua credibilidade e fiabilidade e tomar decisões com base nesta informação.

1. Literacia em reprodução: a capacidade de utilizar a tecnologia digital para criar um novo trabalho ou combinar trabalhos existentes para o tornar seu.
2. Literacia fotovisual: a capacidade de ler e deduzir informação a partir de recursos visuais.
3. Literacia ramificada: a capacidade de navegar com sucesso no meio não linear do espaço digital.
4. Literacia da informação: a capacidade de pesquisar, localizar, avaliar e avaliar criticamente a informação encontrada na web e nas prateleiras das bibliotecas.
5. Literacia socioemocional: os aspetos sociais e emocionais de estar presente online, seja através da socialização e colaboração, ou simplesmente do consumo de conteúdos.

### Inteligência artificial (IA)
As competências de literacia digital continuam a desenvolver-se com os rápidos avanços das tecnologias da Inteligência Artificial (IA) no século XXI. As tecnologias de IA são concebidas para simular a inteligência humana através da utilização de sistemas complexos, como algoritmos de aprendizagem automática, processamento de linguagem natural e robótica. À medida que o campo avança e transforma aspetos da vida quotidiana, como a educação, os locais de trabalho e os serviços públicos, os indivíduos devem desenvolver as competências para compreender e utilizar adequadamente estas ferramentas.
À medida que estas tecnologias surgem, surgem também diferentes tentativas de definir a literacia da IA - a capacidade de compreender as técnicas e conceitos básicos por detrás da IA em diferentes produtos e serviços e como utilizá-los de forma eficaz. Muitos enquadramentos aproveitam os quadros de literacia digital existentes e aplicam uma lente de IA às aptidões e competências. Os elementos comuns destas estruturas incluem:
- Conhecer e compreender: conhecer as funções básicas da IA e como utilizar as aplicações da IA[28]
- Utilizar e aplicar: aplicar conhecimentos, conceitos e aplicações de IA em diferentes cenários[29]
- Avaliar e criar: competências de pensamento de ordem superior (por exemplo, avaliar, avaliar, prever, projetar)[30]
- Questões éticas: considerar a justiça, a responsabilidade, a transparência e a segurança com a IA[31]

À medida que a IA continua a avançar e a tornar-se mais integrada na vida quotidiana, ser alfabetizado em IA será fundamental para que os indivíduos e as organizações se envolvam eficazmente com as tecnologias de IA e tirem partido dos seus potenciais benefícios, ao mesmo tempo que mitigam os seus potenciais riscos e desafios.

## Aplicações concretas

### Na educação
A sociedade tende para um mundo dependente da tecnologia. Hoje em dia é necessário implementar a tecnologia digital na educação, o que inclui muitas vezes ter computadores na sala de aula, a utilização de software educativo para ensinar currículos e materiais de curso que são disponibilizados aos alunos em linha (online). Os alunos geralmente aprendem competências de literacia, como verificar fontes fidedignas em linha (online), citar sites e prevenir o plágio. O Google e a Wikipédia são frequentemente utilizados pelos estudantes “para pesquisas da vida quotidiana” e são apenas dois exemplos de ferramentas comuns que facilitam a educação moderna. A tecnologia digital impactou a forma como os materiais são ensinados na sala de aula. Com o aumento do uso da tecnologia neste século, os educadores estão a alterar as formas tradicionais de ensino para incluir materiais didáticos os sobre conceitos relacionados com a literacia digital.

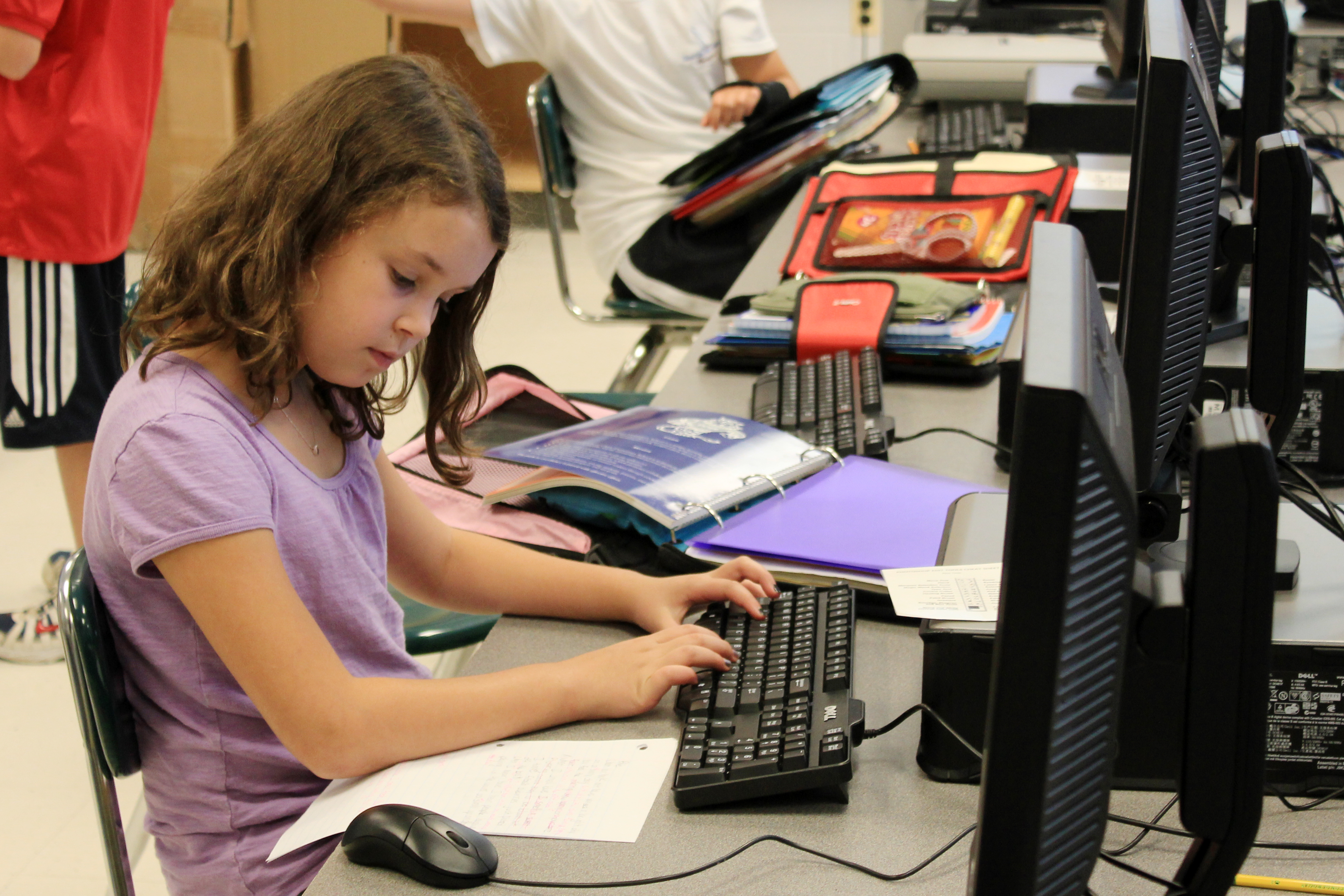
Estudante numa aula de Informática a trabalhar em tarefas de computação utilizando o computador no Laboratório de Informática de uma escola pública de educação básica em Maryland, Estados Unidos, em 2010.

No meio científico e educativo, a literacia digital faz parte da área disciplinar da Informática, juntamente com a Ciência da Computação e a Tecnologia da Informação (TI), sendo que a sua docência e a sua investigação compete aos professores com prévia graduação superior na área da Informática e Ciência da Computação e mestrado nesta área específica da Educação informática e computacional. Os educadores também recorreram às plataformas de redes sociais para comunicar e partilhar ideias entre si. Os meios de comunicação social e as redes sociais tornaram-se uma parte crucial do panorama da informação. As redes sociais permitem aos educadores comunicar e colaborar entre si sem terem de utilizar ferramentas educativas tradicionais. Restrições como o horário e o local podem ser ultrapassadas com o uso de educação baseada nas redes sociais.
Novos modelos de aprendizagem estão a ser desenvolvidos tendo em mente a literacia digital. Vários países desenvolveram os seus modelos para enfatizar formas de encontrar e implementar novas didáticas digitais, encontrando mais oportunidades e tendências através de inquéritos a educadores e instrutores universitários. Além disso, estes novos modelos de aprendizagem na sala de aula têm ajudado na promoção da conectividade global, permitindo que os estudantes se tornem cidadãos com uma mentalidade global. De acordo com um estudo de Stacy Delacruz, Virtual Field Trips (VFT), uma nova forma de apresentação multimédia ganhou popularidade ao longo dos anos porque oferece a "oportunidade para os alunos visitarem outros lugares, conversarem com especialistas e participarem em atividades de aprendizagem interativas. Têm sido utilizados como meio de apoio à colaboração intercultural entre escolas, incluindo: "melhores competências linguísticas, maior envolvimento na sala de aula, compreensão mais profunda das questões a partir de múltiplas perspetivas e uma maior sensibilidade às diferenças multiculturais". Permitem também que os alunos sejam os criadores do seu próprio conteúdo digital, um padrão básico da Sociedade Internacional para a Tecnologia na Educação (ISTE).
A pandemia de COVID-19 empurrou a educação para uma experiência mais digital e em linha, onde os professores tiveram de se adaptar a novos níveis de competência digital em software para dar continuidade ao sistema educativo. À medida que as instituições académicas interromperam as atividades presenciais, foram utilizadas diferentes plataformas de reuniões online para a comunicação. Estima-se que 84% do corpo discente global tenha sido afetado por este encerramento repentino devido à pandemia. Por causa disto, houve uma clara disparidade na preparação dos alunos e das escolas para a educação digital devido, em grande parte, a uma brecha nas competências digitais e na literacia que tanto os alunos como os educadores experimentaram. Por exemplo, países como a Croácia já tinham começado a trabalhar na digitalização das suas escolas em todo o país. Numa iniciativa piloto, 920 instrutores e mais de 6.000 alunos de 151 escolas receberam computadores, tablets e equipamento de apresentação, bem como uma melhor ligação e formação dos professores, para que, quando a pandemia atacasse, as escolas piloto estivessem prontas para começar a oferecer programas em linha (online) no prazo de dois dias.
A mudança para a aprendizagem em linha (online) trouxe algumas preocupações relativamente à eficácia da aprendizagem, à exposição a riscos cibernéticos e à falta de socialização. Isto suscitou a necessidade de implementar mudanças na forma como os alunos podem aprender competências digitais tão necessárias e desenvolver a literacia digital. Em resposta, o Instituto DQ (Inteligência Digital) concebeu um quadro comum para melhorar a literacia digital, as competências digitais e a prontidão digital. Foi também dada atenção e enfoque ao desenvolvimento da literacia digital na educação superior.
Um estudo realizado em Espanha mediu o conhecimento digital de 4.883 professores de todos os níveis de educação nos últimos anos letivos e concluiu que necessitavam de formação adicional para desenvolver novos modelos de aprendizagem para a era digital. Estes programas foram propostos utilizando o quadro conjunto. INTEF (Instituto Nacional de Tecnologias Educativas e Formação de Professores), como referência.
Na Europa, a Competência Digital dos Educadores (DigCompEdu) desenvolveu um quadro para abordar e promover o desenvolvimento da literacia digital. Está dividido em seis ramos: envolvimento profissional, recursos de fontes digitais, ensino e aprendizagem, avaliação, capacitação dos alunos e facilitação da competência digital dos alunos. A Comissão Europeia desenvolveu também o "Plano de Acção para a Educação Digital", que se centra na utilização da experiência da pandemia de COVID-19 para aprender como a tecnologia está a ser utilizada em grande escala para a educação e na adaptação dos sistemas utilizados para a aprendizagem e a formação na era digital. O quadro está dividido em duas prioridades estratégicas principais: promover o desenvolvimento de um ecossistema de educação digital de elevado desempenho e reforçar as aptidões e competências digitais para a transformação digital.

#### Competências digitais
Em 2013, a Universidade Aberta dos Países Baixos (Open Universiteit Nederland) publicou um artigo que define doze áreas de competência digital. Estas áreas baseiam-se nos conhecimentos e competências que as pessoas têm de adquirir para serem alfabetizadas:
- A. Conhecimentos gerais e competências funcionais. Conhecer os fundamentos dos dispositivos digitais e utilizá-los para fins elementares.
- B. Utilização na vida quotidiana. Ser capaz de integrar as tecnologias digitais nas atividades da vida quotidiana.
- C. Competência especializada e avançada no trabalho e expressão criativa. Ser capaz de utilizar as TIC (Tecnologias de Informação e Comunicação) para expressar a sua criatividade e melhorar o seu desempenho profissional.
- D. Comunicação e colaboração mediadas pela tecnologia. Ser capaz de se conectar, partilhar, comunicar e colaborar com outras pessoas de forma eficaz num ambiente digital.
- E. Processamento e gestão de informação. Utilizar a tecnologia para melhorar a sua capacidade de recolher, analisar e julgar a relevância e a finalidade da informação digital.
- F. Privacidade e segurança. Ser capaz de proteger a sua privacidade e tomar as medidas de segurança adequadas.
- G. Aspetos legais e éticos. Comportar-se de forma adequada e socialmente responsável no meio digital e estar consciente dos aspetos legais e éticos da utilização das TIC.
- H. Atitude equilibrada em relação à tecnologia. Demonstrar uma atitude informada, aberta e equilibrada em relação à sociedade da informação e à utilização das tecnologias digitais.
- I. Compreensão e consciência do papel das TIC na sociedade. Compreender o contexto mais vasto de utilização e desenvolvimento das TIC.
- J. Aprender sobre e com as tecnologias digitais. Explorar tecnologias emergentes e integrá-las.
- K. Decisões informadas sobre as tecnologias digitais adequadas. Estar a par das tecnologias mais relevantes ou comuns.
- L. Uso contínuo demonstrando autoeficácia. Aplicar as tecnologias digitais com confiança e criatividade para aumentar a eficácia e eficiência pessoal e profissional.

As competências referidas baseiam-se umas nas outras. As competências A, B e C são os conhecimentos e as competências básicas que uma pessoa deve ter para ser uma pessoa totalmente literada digitalmente. Quando estas três competências forem adquiridas, poderá aproveitar este conhecimento e estas capacidades para adquirir as outras competências.

#### Escrita digital
A professora da Universidade do Sul do Mississipi, Dra. Suzanne Mckee-Waddell conceptualizou a ideia de composição digital como: a capacidade de integrar múltiplas formas de tecnologias de comunicação e investigação para criar uma melhor compreensão de um tópico. A escrita digital é uma pedagogia que está a ser ensinada cada vez mais nas universidades. Está focado no impacto que a tecnologia teve em vários ambientes de escrita; não é simplesmente o processo de utilização de um computador para escrever. Os educadores a favor da escrita digital defendem que esta é necessária porque “a tecnologia muda fundamentalmente a forma como a escrita é produzida, entregue e recebida”. O objetivo do ensino da escrita digital é que os alunos aumentem a sua capacidade de produzir um texto relevante e de alta qualidade.
Um aspeto da escrita digital é o uso de hipertexto ou LaTeX. Ao contrário do texto impresso, o hipertexto convida os leitores a explorar a informação de uma forma não linear. O hipertexto consiste em texto tradicional e hiperligações que encaminham os leitores para outros textos. Estes links podem referir-se a termos ou conceitos relacionados (como é o caso da Wikipédia) ou podem permitir aos leitores escolher a ordem de leitura. O processo de escrita digital exige que o compositor tome “decisões relativas a vinculação e omissão” únicas. Estas decisões “dão origem a questões sobre as responsabilidades do autor para com ele [texto] e a objetividade”.

### Na força de trabalho
A Lei de Inovação e Oportunidades da Força de Trabalho (Workforce Innovation and Opportunity Act, WIOA) dos EUA de 2014 define as competências de literacia digital como uma atividade de preparação da força de trabalho. No mundo moderno, espera-se que os colaboradores sejam digitalmente literatos e tenham plena competência digital. Aqueles que são digitalmente literados têm maior probabilidade de estar economicamente seguros, uma vez que muitos empregos exigem um conhecimento prático de computadores e da Internet para executar tarefas básicas. Além disso, as tecnologias digitais, como os dispositivos móveis, as suites de produção e as plataformas de colaboração, são omnipresentes na maioria dos locais de trabalho de escritório e são frequentemente cruciais nas tarefas diárias, uma vez que muitos trabalhos de colarinho branco são hoje realizados principalmente utilizando dispositivos e tecnologia digitais. Muitos destes empregos exigem prova de literacia digital para serem contratados ou promovidos. Por vezes, as empresas administram os seus testes aos funcionários ou será necessária uma certificação oficial. Um estudo sobre o papel da literacia digital no mercado de trabalho da UE concluiu que era mais provável que os indivíduos estivessem empregados quanto mais alfabetizados digitalmente fossem.
À medida que a tecnologia se tornou mais barata e mais facilmente disponível, mais empregos de colarinho azul também exigirão literacia digital. Espera-se que os fabricantes e os retalhistas, por exemplo, recolham e analisem dados sobre a produtividade e as tendências do mercado para se manterem competitivos. Os trabalhadores da construção civil utilizam frequentemente computadores para aumentar a segurança dos funcionários.

### No empreendedorismo
A aquisição de literacia digital é também importante quando se trata de iniciar e desenvolver novos empreendimentos. O aparecimento da World Wide Web e de outras plataformas digitais levou a uma infinidade de novos produtos ou serviços digitais que podem ser comprados e vendidos. Os empresários estão na vanguarda deste desenvolvimento, utilizando ferramentas ou infra-estruturas digitais para fornecer produtos físicos, artefactos digitais ou inovações de serviços possibilitadas pela Internet. A investigação demonstrou que a literacia digital para empreendedores consiste em quatro níveis (utilização básica, aplicação, desenvolvimento e transformação) e três dimensões (cognitiva, social e técnica). Ao nível mais baixo, os empresários precisam de ser capazes de utilizar dispositivos de acesso, bem como tecnologias básicas de comunicação, para equilibrar as necessidades de segurança e de informação. À medida que avançam para níveis mais elevados de literacia digital, os empreendedores serão capazes de dominar e manipular tecnologias e ferramentas digitais mais complexas, melhorando as capacidades de absorção e a capacidade inovadora do seu empreendimento. Na mesma linha, se as pequenas e médias empresas (PME) possuírem a capacidade de se adaptarem às mudanças dinâmicas na tecnologia, então poderão tirar partido das tendências, das campanhas de marketing e da comunicação com os consumidores para gerar mais procura para os seus bens e serviços. Além disso, se os empresários forem digitalmente literatos, as plataformas online, como as redes sociais, podem ajudar ainda mais as empresas a receber feedback e gerar envolvimento da comunidade que poderá potencialmente impulsionar o desempenho do seu negócio, bem como a imagem da sua marca . Um artigo de investigação publicado no The Journal of Asian Finance, Economics, and Business fornece uma visão crítica que sugere que a literacia digital tem a maior influência no desempenho dos empresários das PME. Os autores sugerem que as suas descobertas podem ajudar a elaborar estratégias de desenvolvimento de desempenho para empreendedores de PME, argumentando que a sua investigação mostra a contribuição essencial da literacia digital no desenvolvimento de redes empresariais e de marketing. Além disso, o estudo concluiu que os empresários com literacia digital podem comunicar e alcançar mercados mais amplos do que os empresários sem literacia digital, devido à utilização de plataformas de gestão web e de comércio eletrónico que foram apoiadas pela análise e codificação de dados. Dito isto, existem restrições para as PME que utilizam o comércio eletrónico, incluindo a falta de compreensão técnica das tecnologias de informação e o elevado custo do acesso à Internet (especialmente para as que vivem em zonas rurais/subdesenvolvidas).